# كارين برس
كارين برس (بالإنجليزية: Karen Press)‏ (1956، كيب تاون في جنوب أفريقيا)؛ كاتِبة وشاعرة جنوب أفريقية.